# کاترین جونز
کاترین جونز (انگلیسی: Catherine Joens؛ زادهٔ ۱۲ فوریهٔ ۱۹۸۱) بازیکن بسکتبال اهل ایالات متحده آمریکا است.